# Die Abenteuer von Jacques Gibrat
Die Abenteuer von Jacques Gibrat (Originaltitel: Une aventure de Jacques Gipar) ist eine seit 2010 laufende frankobelgische Krimi-Comicserie im Stil der Ligne claire von Thierry Dubois (Szenario) und Jean-Luc Delvaux (Zeichnungen).

## Inhalt
Jacques Gibrat ist Reporter der fiktiven Zeitung France-Enquêtes. Im Frankreich der 1950er-Jahre fährt er quer durch das Land, stets auf der Suche nach aufregenden Storys. Immer wieder wird er dabei in Kriminalfälle hineingezogen und ermittelt auf eigene Faust. Zur Seite steht ihm dabei der ehemalige Kleinkriminelle Petit-Breton.
Als Besonderheit ist am Ende der albenlangen Geschichten eine gezeichnete Karte mit den Stationen des Abenteuers und historischen Fotos sowie Informationen zu den gezeigten Orten oder Fahrzeugen.

## Veröffentlichung
Die Alben erscheinen in französischer Sprache beim Schweizer Verlag Éditions Paquet, der auch eine Gesamtausgabe mit jeweils drei Alben herausbringt. Die deutsche Übersetzung von Eckart Schott erfolgt seit 2011 in dessen Verlag Salleck Publications.

## Alben
1. Le Gang des Pinardiers (Éditions Paquet, 2010), dt. Die Bande der Weindiebe (Salleck Publications, 2011)
2. Le Retour des Capucins (Éditions Paquet, 2011), dt. Die Rückkehr der Kapuzinerbande (Salleck Publications, 2012)
3. Une 2CV pour Luciano (Éditions Paquet, 2012), dt. Ein 2CV für Luciano (Salleck Publications, 2013); Kurzgeschichten
4. La Femme du Notaire (Éditions Paquet, 2013), dt. Die Gattin des Notars (Salleck Publications, 2014)
5. Trafic sur la Grande Bleue (Éditions Paquet, 2014), dt. Schmuggel auf dem Mittelmeer (Salleck Publications, 2016)
6. La Station du Clair de Lune (Éditions Paquet, 2015), dt. Die Tankstelle von Clair de Lune (Salleck Publications, 2016)
7. Gaby le Magnifique (Éditions Paquet, 2018), dt. Der Große Gaby (Salleck Publications, 2020)
8. L'Écho de la taïga (Éditions Paquet, 2020), dt. Das Echo der Taiga (Salleck Publications, 2022)
9. Le Christ de Saclay (Éditions Paquet, 2021), dt. Der Fall »Le Christ de Saclay« (Salleck Publications, 2023)
10. Le Trésor de Noirmoutier (Éditions Paquet, 2022), dt. Der Schatz von Noirmoutier (Salleck Publications, 2024)
11. Le Grand Prix d'Angoulême (Éditions Paquet, 2023)